# Yolanda Jones
Yolanda Jones (Lumberton, 6 marzo 1984) è un'ex cestista statunitense con cittadinanza portoricana.

## Carriera
Con Porto Rico ha disputato i Campionati mondiali del 2018.